# Lassad Nouioui
Lassad Hassen Nouioui, o semplicemente Lassad (Marsiglia, 8 marzo 1986), è un ex calciatore francese naturalizzato tunisino, di ruolo attaccante.

## Carriera

### Club
Lassad firma per il Deportivo La Coruña nel luglio 2008, arrivato gratuitamente dallo Châteauroux, squadra di seconda divisione francese. Dopo aver sorpreso i Galiziani, riceve la sua prima opportunità in prima squadra, sostituendo Riki nella partita vinta contro il Villarreal per 3-0 il 1º febbraio 2009. La settimana dopo, si procura un rigore che determina il definitivo 1-1 contro il Maiorca.
Dopo ottime prestazioni, all'inizio, però, senza gol, Lassad trova la sua prima rete il 5 aprile 2009, nella partita persa 1-3 contro l'Espanyol. In seguito firma un contratto professionistico con il Depor sino al 2012, venendo così promosso definitivamente in prima squadra.
Il 15 giugno, riceve il premio di migliore rivelazione del campionato Spagnolo dell'anno 2009.
Il 6 settembre 2012 passa al Celtic di Glasgow.

### Nazionale
Pur essendo nato in Francia, Lassad sceglie di rappresentare la Tunisia e viene convocato per la prima volta dal commissario tecnico Humberto Coelho per la partita valida per le Qualificazioni ai Mondiali 2010 contro il Kenya del 28 marzo 2009.

## Palmarès

### Club

#### Competizioni nazionali
- Campionato scozzese: 1

Celtic: 2012-2013
- Coppa di Scozia: 1

Celtic: 2012-2013
- Coppa di Tunisia: 1

Club Africain: 2016-2017